# Zaviralec dipeptidil-peptidaze 4
Zaviralci dipeptidil-peptidaze 4 ali gliptini so skupina peroralnih antidiabetikov, ki z zaviranjem encima dipeptidil peptidaze 4 (DPP-4) pospešijo izločanje inzulina in z zvišanjem koncentracije inkretina upočasnijo sproščanje glukagona in posledično znižajo koncentracijo krvnega sladkorja. Prvo odobreno zdravilo iz te skupine je sitagliptin, ki ga je ameriški Urad za prehrano in zdravila odobril leta 2006, Evropska agencija za zdravila pa leta 2007.

## Predstavniki
- sitagliptin
- vildagliptin
- saksagliptin
- alogliptin
- linagliptin
- gemigliptin
- evogliptin

## Mehanizem delovanja
DPP-4 je membranski glikoprotein z aktivnostjo eksopeptidaze, ki razgrajuje inkretine, npr. glukagonu podobni protein 1 (GLP-1). Inkretini so polipeptidni hormoni, ki jih izločajo endokrine celice prebavne cevi in vplivajo na več kot 70 odstotkov celotne količina izločenega inzulina iz trebušne slinavke po posameznem obroku. Inkretinski učinek je pri bolnikih s sladkorno boleznijo tipa 2 močno oslabljen. Zaviralci DPP-4 dosežejo povečanja količine aktivnih inkretinov za 2- do 3-krat ter s tem dosežejo izboljšanje urejenosti glikemije.

## Varnost
Zaviralci DPP-4 zaviralci so na splošno varna zdravila, ki jih bolniki dobro prenašajo. Najpogostejši neželeni učinki so glavoboli, slabost, nazofaringitis ter okužbe zgornjih dihal. Opisani so tudi primeri vnetja trebušne slinavke.